# Flughafen Trelew

i8
i11
i13
Der Flughafen Trelew (offiziell: Aeropuerto Almirante Marcos A. Zar) ist ein argentinischer Flughafen nahe der Stadt Trelew in der Provinz Chubut. Anfangs wurde der 1938 eröffnete Flughafen verstärkt von argentinischen Postfliegern genutzt. Seit 1979 nutzen die argentinischen Marineflieger die von ihr als Base Aeronaval Almirante Zara (BAAZ) zusätzlich. In den 2000er Jahren wurde der Flughafen immer mehr als ziviler Verkehrsflughafen genutzt, und auch weiter ausgebaut.

## Militärische Nutzung
Die Armada Argentina hat hier seit 1997 ihre Lockheed P-3-Seefernaufklärer stationiert, seinerzeit zunächst sechs Exemplare der Baureihe P-3B. Sie mussten 2019 außer Dienst gestellt werden, wobei eine Maschine ab 2021 instand gesetzt wurde. Die erste von vier weiteren Exemplaren (3 P-3C, 1 P-3N) traf 2024 ein. Sie stehen heute im Dienst der Escuadrilla Aeronaval de Exploración, die der 6 Escuadra Aeronaval unterstellt ist.

## Zivile Nutzung

### Fluggesellschaften und Flugziele
| Fluggesellschaft      | Ziele |
| --------------------- | --- |
| Aerolíneas Argentinas | Buenos Aires-Ezeiza, Buenos Aires-Jorge Newbery, Comodoro Rivadavia, Bahía Blanca, Ushuaia, Córdoba, El Calafate |
| FlyBondi              | Buenos Aires-Ezeiza, Buenos Aires-Jorge Newbery                                                                  |
| Quellen:              | |

## Zwischenfälle
- Am 12. August 1958 wurde eine Douglas DC-3/C-47B-40-DK der Fuerza Aérea Argentina (Luftfahrzeugkennzeichen T-19) direkt nach dem nächtlichen Start vom Flughafen Trelew durch eine Steilkurve ins Gelände geflogen. Durch diesen CFIT (Controlled flight into terrain) wurden alle 12 Insassen getötet.[4]